# Tetraponera ledouxi
Tetraponera ledouxi är en myrart som beskrevs av Terron 1969. Tetraponera ledouxi ingår i släktet Tetraponera och familjen myror. Inga underarter finns listade i Catalogue of Life.